# Elisabetta Albertina di Sassonia-Hildburghausen
Elisabetta Albertina di Sassonia-Hildburghausen (Hildburghausen, 4 agosto 1713 – Neustrelitz, 29 giugno 1761) fu principessa di Sassonia-Hildburghausen e, per matrimonio, duchessa di Meclemburgo-Strelitz.

## Biografia
Elisabetta Albertina era figlia del Duca Ernesto Federico I di Sassonia-Hildburghausen (1681–1724) e di sua moglie Sofia Albertina (1683–1742), figlia del conte Giorgio Luigi I di Erbach-Erbach. 
Sposò, il 5 febbraio 1735, a Eisfeld, Carlo Ludovico Federico di Meclemburgo-Strelitz (1708–1752), con cui risiedé, in condizioni modeste, nella città di Mirow. Ebbe col marito un legame stretto e felice. L'armonia e le capacità della coppia ebbe effetti benefici anche su Mirow, che conobbe un nuovo sviluppo, dopo che nel 1747 venne quasi interamente distrutta da un incendio. I loro figli vennero allevati in un ambiente familiare e domestico, sulla cui organizzazione Elisabetta Albertina, descritta come persona arguta, ebbe un peso notevole.
Dopo la morte di suo marito e del suo fratello maggiore, avvenute entrambe nel 1752, il suo primogenito Adolfo Federico divenne, all'età di 14 anni, (pur essendo ancora minorenne) Duca regnante di Meclemburgo-Strelitz, ed Elisabetta Albertina si trasferì con i figli a Neustrelitz. All'ascesa al trono di Adolfo Federico nel dicembre del 1752, Elisabetta Albertina tentò per un paio di settimane a guidare il figlio negli affari di governo, considerato che suo marito aveva ottenuto dall'Imperatore che nel suo testamento ella venisse certamente confermata tutrice testamentaria per i loro figli. Sostenne la sua reggenza anche il Duca Cristiano Ludovico II di Meclemburgo-Schwerin, che inviò sue truppe a sostegno della Duchessa, e così facendo, costrinse la maggior parte dei funzionari del Meclemburgo-Strelitz a renderle omaggio. La reggenza effettiva passò sempre più, in realtà, nelle mani degli organi addetti alla risoluzione delle controversie, che non si curavano del Duca e della sua famiglia. Adolfo Federico IV fu sicuro solo dopo essersi trasferito a Greifswald. Elisabetta Albertina presentò una denuncia al Consiglio Imperiale. Alla fine poté raggiungere il suo scopo, cosicché l'Imperatore proclamò il figlio maggiorenne, nonostante non avesse raggiunto l'età stabilita.
Elisabetta Albertina insegnò al figlio a destreggiarsi negli affari politici, e lo consigliò anche successivamente. Nel luglio 1755, insieme ad Adolfo Federico vide ratificato, dalle Assemblee degli Ordini del Meclemburgo-Strelitz, un accordo di successione al trono per il figlio minore.
Elisabetta Albertina è stata ritenuta una principessa particolarmente accorta. Morì nel 1761 due mesi prima che sua figlia Sofia Carlotta divenisse Regina del Regno Unito. Anche se sul letto di morte, aveva negoziato il contratto di matrimonio della figlia. Con la sua morte, ebbe termine la corte principesca di Mirow, dove la famiglia aveva ancora regolarmente trascorso l'estate. Elisabetta Albertina venne infine sepolta nel sepolcro principesco di Mirow. La sua bara non venne però conservata. 

## Figli
Dal matrimonio con Carlo nacquero dieci bambini, sei dei quali raggiunsero l'età adulta:
- Cristiana (1735–1794);
- Carolina (*/† 1736);
- Adolfo Federico IV (1738–1794), Duca di Meclemburgo-Strelitz;
- Elisabetta Cristina (1739–1741);
- Sofia Luisa (1740–1742);
- Carlo II (1741–1816), dapprima Duca, successivamente Granduca di Meclemburgo-Strelitz, sposò nel 1768 la Principessa Federica Carolina Luisa d'Assia-Darmstadt (1752–1782) e successivamente, dopo la morte della prima moglie, si riammogliò, nel 1784, con sua sorella, la Principessa Carlotta d'Assia-Darmstadt (1755–1785);
- Ernesto (1742–1814);
- Gotthelf (*/† 1745);
- Sofia Carlotta (1744–1818), sposò nel 1761 il Re Giorgio III del Regno Unito (1738–1820);
- Giorgio Augusto (1748–1785), Imperial maggior generale in Ungheria.

## Discendenza
Attraverso sua figlia Sofia Carlotta, Elisabetta Albertina fu la nonna materna dei sovrani inglesi Giorgio IV e Guglielmo IV, nonché la bisnonna materna della regina Vittoria. Tramite Carlotta fu inoltre nonna materna di Ernesto Augusto I re di Hannover. Attraverso suo figlio Carlo, ella fu invece la nonna paterna di Carlotta, Giorgio, di Teresa, della Regina prussiana Luisa, di Federica, Regina di Hannover. Fu inoltre la bisnonna materna, tra gli altri, di Teresa, Regina di Baviera, di Carlotta, imperatrice di Russia, di Federico Guglielmo IV di Prussia e di Guglielmo I, primo Imperatore tedesco. Tra i suoi discendenti è possibile annoverare i membri delle odierne case regnanti dell'intera Europa.

## Ascendenza
|                                                 |   |                                        | Genitori                               |  |  | Nonni |  |  | Bisnonni                                |  |  | Trisnonni                   |  |
|                                                 |   |                                        |                                        |  |  |       |  |  | Ernesto I di Sassonia-Coburgo-Altenburg |  |  | Giovanni di Sassonia-Weimar |  |
|                                                 |   |                                        |                                        |  |  |       |  |  | Ernesto I di Sassonia-Coburgo-Altenburg |  |  | Giovanni di Sassonia-Weimar |  |
|                                                 |   | Dorotea Maria di Anhalt                |                                        |  |  |       |  |  | Ernesto I di Sassonia-Coburgo-Altenburg |  |  |                             |  |
| Ernesto di Sassonia-Hildburghausen              |   |                                        |                                        |  |  |       |  |  | Ernesto I di Sassonia-Coburgo-Altenburg |  |  |                             |  |
|                                                 |   | Elisabetta Sofia di Sassonia-Altenburg | Giovanni Filippo di Sassonia-Altenburg |  |  |       |  |  |                                         |  |  |                             |  |
|                                                 |   | Elisabetta Sofia di Sassonia-Altenburg | Giovanni Filippo di Sassonia-Altenburg |  |  |       |  |  |                                         |  |  |                             |  |
|                                                 |   | Elisabetta Sofia di Sassonia-Altenburg | Elisabetta di Brunswick-Wolfenbüttel   |  |  |       |  |  |                                         |  |  |                             |  |
| Ernesto Federico I di Sassonia-Hildburghausen   |   | Elisabetta Sofia di Sassonia-Altenburg |                                        |  |  |       |  |  |                                         |  |  |                             |  |
|                                                 |   | Giorgio Federico di Waldeck            | Volrado IV di Waldeck                  |  |  |       |  |  |                                         |  |  |                             |  |
|                                                 |   | Giorgio Federico di Waldeck            | Volrado IV di Waldeck                  |  |  |       |  |  |                                         |  |  |                             |  |
|                                                 |   | Giorgio Federico di Waldeck            | Anna di Baden-Durlach                  |  |  |       |  |  |                                         |  |  |                             |  |
| Sofia Enrichetta di Waldeck                     |   | Giorgio Federico di Waldeck            |                                        |  |  |       |  |  |                                         |  |  |                             |  |
|                                                 |   | Elisabetta Carlotta di Nassau-Siegen   | Guglielmo di Nassau-Siegen             |  |  |       |  |  |                                         |  |  |                             |  |
|                                                 |   | Elisabetta Carlotta di Nassau-Siegen   | Guglielmo di Nassau-Siegen             |  |  |       |  |  |                                         |  |  |                             |  |
|                                                 |   | Elisabetta Carlotta di Nassau-Siegen   | …                                      |  |  |       |  |  |                                         |  |  |                             |  |
| Elisabetta Albertina di Sassonia-Hildburghausen |   | Elisabetta Carlotta di Nassau-Siegen   |                                        |  |  |       |  |  |                                         |  |  |                             |  |
|                                                 | … | …                                      |                                        |  |  |       |  |  |                                         |  |  |                             |  |
|                                                 | … | …                                      |                                        |  |  |       |  |  |                                         |  |  |                             |  |
|                                                 | … | …                                      |                                        |  |  |       |  |  |                                         |  |  |                             |  |
| Giorgio Luigi I di Erbach-Erbach                | … |                                        |                                        |  |  |       |  |  |                                         |  |  |                             |  |
|                                                 |   | …                                      | …                                      |  |  |       |  |  |                                         |  |  |                             |  |
|                                                 |   | …                                      | …                                      |  |  |       |  |  |                                         |  |  |                             |  |
|                                                 |   | …                                      | …                                      |  |  |       |  |  |                                         |  |  |                             |  |
| Sofia Albertina di Erbach-Erbach                |   | …                                      |                                        |  |  |       |  |  |                                         |  |  |                             |  |
|                                                 |   | …                                      | …                                      |  |  |       |  |  |                                         |  |  |                             |  |
|                                                 |   | …                                      | …                                      |  |  |       |  |  |                                         |  |  |                             |  |
|                                                 |   | …                                      | …                                      |  |  |       |  |  |                                         |  |  |                             |  |
| Amalia Caterina di Waldeck-Eisenberg            |   | …                                      |                                        |  |  |       |  |  |                                         |  |  |                             |  |
|                                                 |   | …                                      | …                                      |  |  |       |  |  |                                         |  |  |                             |  |
|                                                 |   | …                                      | …                                      |  |  |       |  |  |                                         |  |  |                             |  |
|                                                 |   | …                                      | …                                      |  |  |       |  |  |                                         |  |  |                             |  |
|                                                 |   | …                                      |                                        |  |  |       |  |  |                                         |  |  |                             |  |